# Wasserschwaden-Schilfkäfer

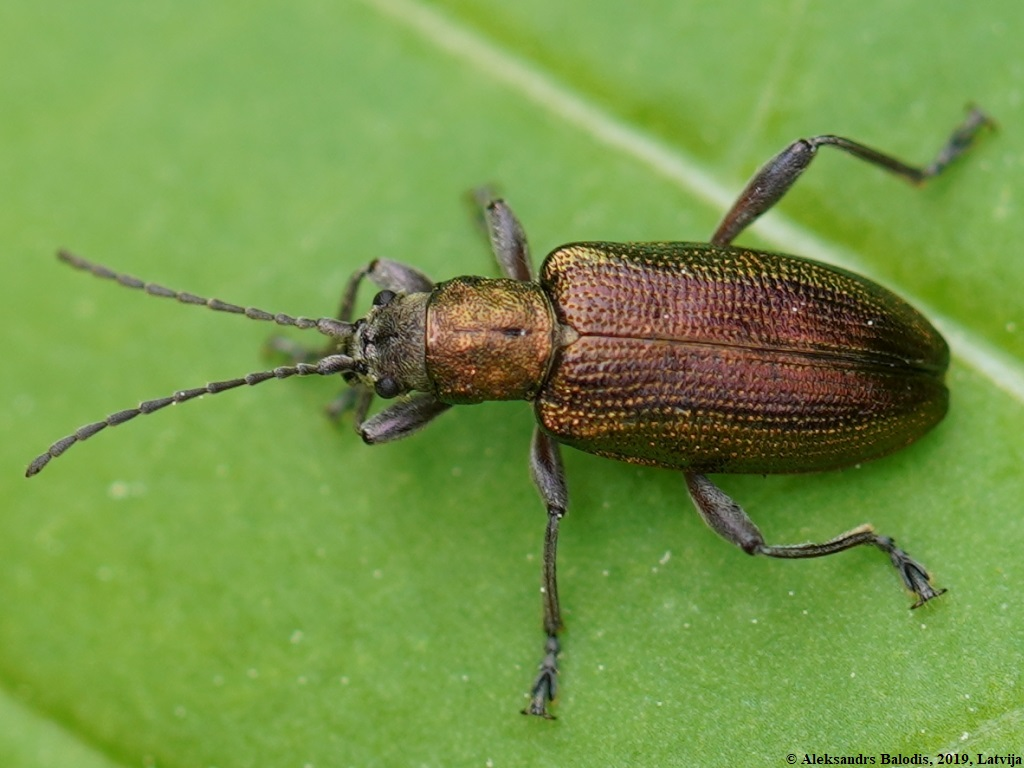
Bild 1

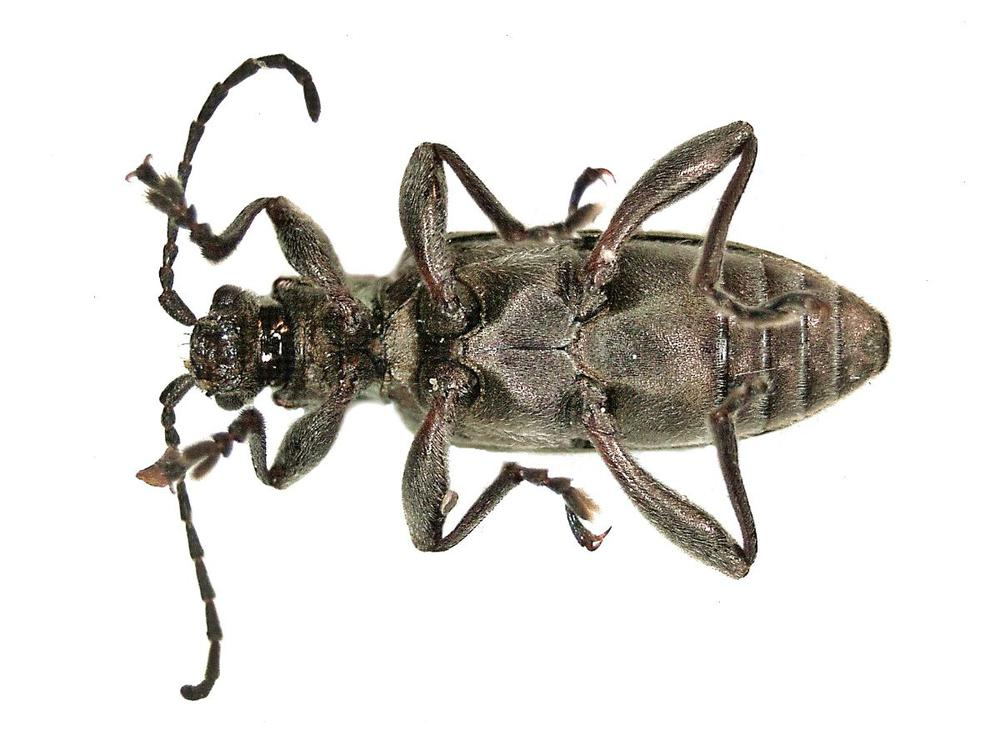
Bild 2: Unterseite Männchen

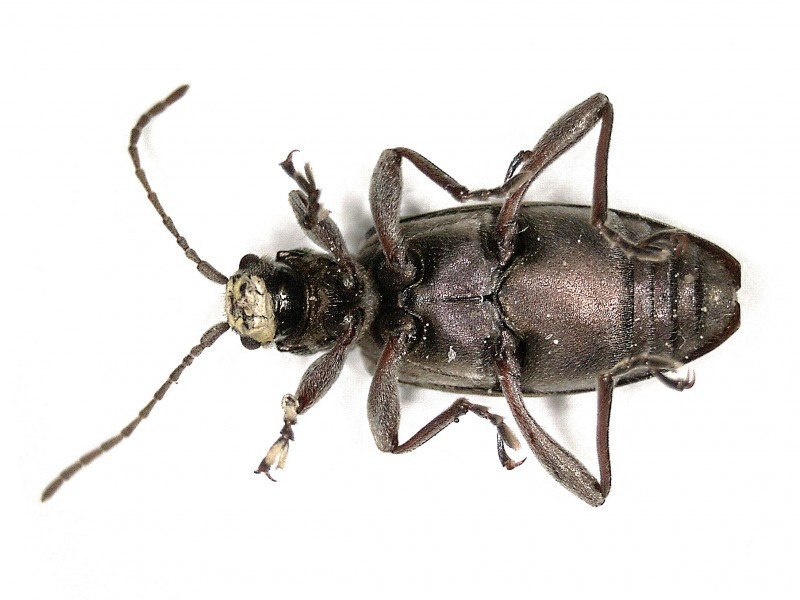
Bild 3: Unterseite Weibchen

Der Wasserschwaden-Schilfkäfer (Donacia semicuprea) ist ein Käfer aus der Familie der Blattkäfer. Der Name nimmt darauf Bezug, dass sich der Käfer an den zu den Süßgräsern gehörigen Wasser-Schwaden entwickelt.

## Beschreibung
Der Wasserschwaden-Schilfkäfer ist fünf bis acht Millimeter lang. Das Männchen (Bild 2) ist etwas schlanker als das Weibchen (Bild 3). Der Käfer ist nicht leicht von anderen Schilfkäferarten zu unterscheiden. Die glänzenden Flügeldecken sind meist nicht einfarbig, sondern entlang der Naht und an der Seite mit einem bläulichen, grünlichen oder kupferfarbenen Schimmer. Das dritte Fühlerglied ist kürzer als das erste Fühlerglied. Bei den Männchen haben die Hinterhüften manchmal einen angedeuteten Zahn (nicht in Bild 2). Über die Flügeldecken verlaufen zwei Quereindrücke, der vordere im ersten Drittel (in Bild 1 erkennbar). Sie sind jedoch nicht immer deutlich ausgebildet. Der Halsschild trägt hinter den Vorderecken einen verrundeten Wulst, keine Höcker wie der Grünliche Schilfkäfer. Die Hüften des mittleren Beinpaars sind breit getrennt.

## Lebensraum
Man findet diese Art an Uferzonen von Seen, Teichen, Tümpeln, Altwässern und Wiesengräben in ganz Europa. Besonders im Sommer können sie auf Röhrichthalmen häufig beobachtet werden.

## Fortpflanzung
Nach der Begattung in der Ufervegetation legen die Weibchen die Eier knapp über oder unter dem Wasserspiegel in Gallerten ab. Die Larven haben zwei verschiedene Anhänge am Hinterleib, mit denen sie lufthaltige Gewebe von Pflanzen anstechen, um sich mit Sauerstoff zu versorgen. Die Verpuppung geschieht in luftgefüllten Kokons unterhalb der Wasseroberfläche. Die fertigen Käfer schlüpfen im Herbst, bleiben aber noch bis zum Frühling in den Kokons.

## Nahrung
Die erwachsenen Käfer sind wie die Larven Vegetarier. Sie ernähren sich von weichen Stängelabschnitten und Blättern der Ufer- und Wasserpflanzen. Die Larven hingegen saugen unter Wasser an Pflanzen.